# Mauro Ribeiro
Mauro Ribeiro (* 19. Juli 1964 in Curitiba) ist ein ehemaliger brasilianischer Radrennfahrer. Er konnte während seiner Karriere einige Erfolge verbuchen. Besonders hervorzuheben ist jedoch, dass es ihm als bislang (Stand: September 2020) einzigem Brasilianer gelang, eine Etappe der Tour de France zu gewinnen. 1991 setzte er sich auf dem achten Tagesabschnitt nach 161 Kilometern von Alençon nach Rennes durch. Er beendete die Tour – die einzige seiner Laufbahn – als 47. des Gesamtklassements und ist damit ebenfalls der erste Teilnehmer Brasiliens, der die Frankreichrundfahrt bis zum Finale in Paris überstanden hat. 1996 vertrat er sein Heimatland bei den Olympischen Sommerspielen in Atlanta. Im Straßenrennen belegte er jedoch lediglich den 91. Platz.
Heutzutage ist Ribeiro technischer Direktor des Teams Extra-Suzano und betreibt ein Geschäft für Sportbekleidung in Curitiba.

## Erfolge
1982
- Junioren-UCI-Bahn-Weltmeisterschaften – Punktefahren

1985
- Gesamtwertung Cinturón a Mallorca

1988
- Gesamtwertung Prix de l’Amitié

1990
- eine Etappe Paris–Nizza

1991
- eine Etappe Route du Sud
- eine Etappe Tour de France